# Amt Wusterwitz
Het Amt Wusterwitz is een samenwerkingsverband van drie gemeenten in het Landkreis Potsdam-Mittelmark in de Duitse deelstaat Brandenburg. Het amt telt 5.133 inwoners. Het bestuurscentrum is gevestigd in Wusterwitz.

## Gemeenten
Het amt omvat de volgende gemeenten:
1. Bensdorf (1.373)
2. Rosenau (996)
3. Wusterwitz (3.162)

Bad Belzig ·
Beelitz ·
Beetzsee ·
Beetzseeheide ·
Bensdorf ·
Borkheide ·
Borkwalde ·
Brück ·
Buckautal ·
Golzow ·
Görzke ·
Gräben ·
Groß Kreutz (Havel) ·
Havelsee ·
Kleinmachnow ·
Kloster Lehnin ·
Linthe ·
Michendorf ·
Mühlenfließ ·
Niemegk ·
Nuthetal ·
Päwesin ·
Planebruch ·
Planetal ·
Rabenstein/Fläming ·
Rosenau ·
Roskow ·
Schwielowsee ·
Seddiner See ·
Stahnsdorf ·
Teltow ·
Treuenbrietzen ·
Wenzlow ·
Werder (Havel) ·
Wiesenburg/Mark ·
Wollin ·
Wusterwitz ·
Ziesar